# Jan van Steenbergen

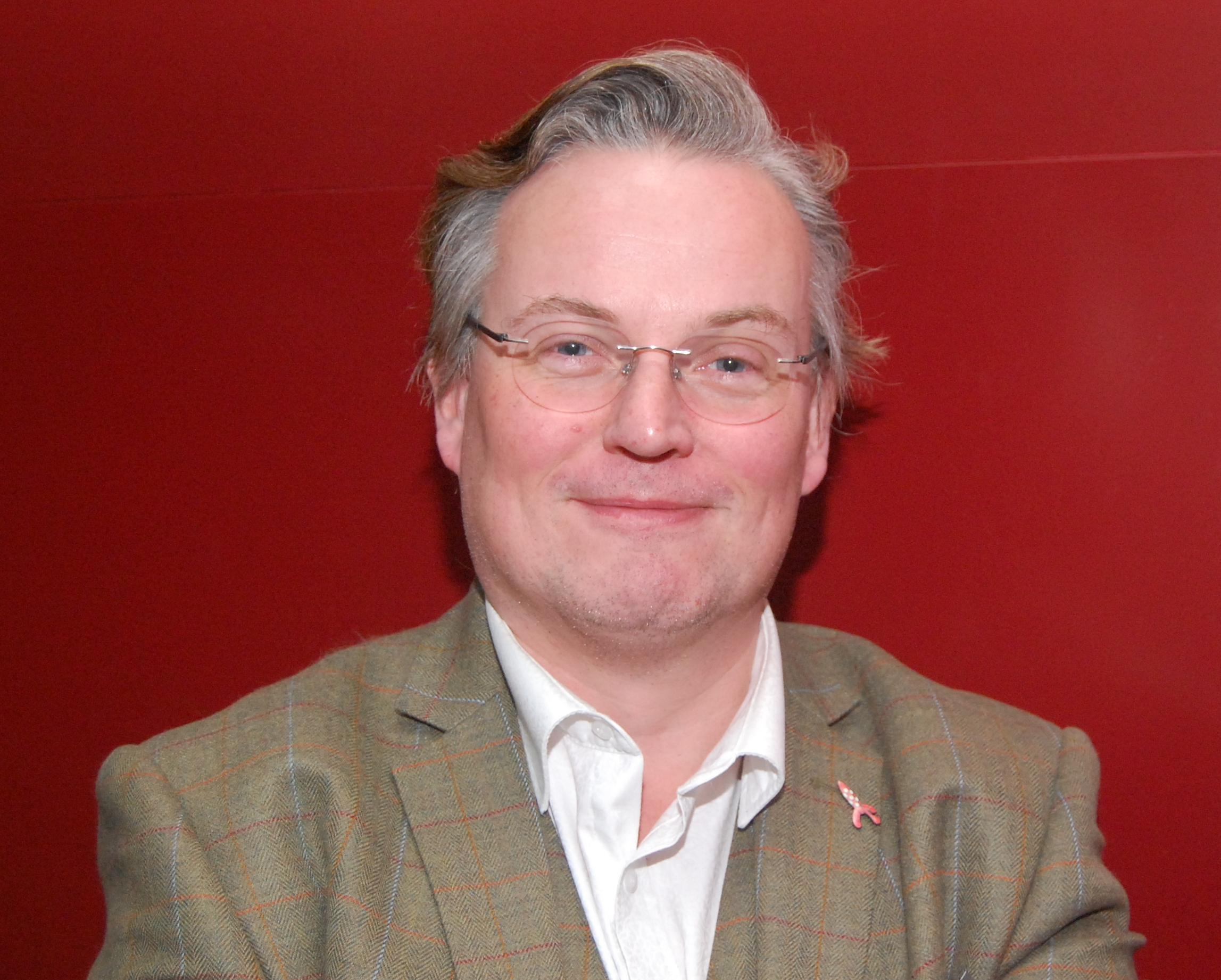
Jan van Steenbergen

Johannes Hendrik (Jan) van Steenbergen (Hoorn, 3 juni 1970) is een Nederlands taalkundige, journalist en tolk/vertaler. Hij is de auteur van kunsttalen, met name het Interslavisch en Wenedyk. Hij wordt beschouwd als een van de meest prominente auteurs van naturalistische kunsttalen van deze tijd.

## Opleiding
Van Steenbergen doorliep het Murmelliusgymnasium in Alkmaar en studeerde vanaf 1988 Oost-Europese Studies aan de Universiteit van Amsterdam, met als hoofdvak Slavische talen en culturen. Daarnaast studeerde hij musicologie. Hij vervolgde zijn opleiding aan de Universiteit van Warschau en werkte daar ook mee aan een muziekfestival. 
In 1997 werd hij in Nederland tolk/vertaler Pools.

## Kunsttalen
In 1996 begon hij te werken aan een fictieve Noord-Slavische taal, Vuozgašchai. In 2002 creëerde hij een andere kunsttaal, Wenedyk. Dit laatste is een reconstructie hoe het Pools had kunnen zijn als het zou zijn beïnvloed door vulgair Latijn. In 2006 was Van Steenbergen een van de initiatiefnemers van de Pan-Slavische taal Slovianski, die later werd omgedoopt tot Interslavisch. Tevens was hij coördinator van een project voor het maken van een elektronisch Interslavisch woordenboek.
In november 2013 ontving hij de Josef Dobrovský-medaille voor zijn bijdragen aan de Slavische cultuur en wetenschap, genoemd naar de grondlegger van de Tsjechische schrijftaal.

## Persoonlijk
Van Steenbergen woont in IJmuiden. Hij is getrouwd en heeft drie kinderen.